# Herinneringsmedaille aan het Huwelijk van Hertog Karel Eduard
De Herinneringsmedaille aan het Huwelijk van Hertog Karel Eduard (Duits: Hochzeits-Erinnerungsmedaille Herzog Carl Eduard) werd in 1905 werd ingesteld door de regerende hertog Karel Eduard van Saksen-Coburg en Gotha.
Karel Eduard, een kleinzoon van koningin Victoria huwde op 11 oktober 1905 met Victoria Adelheid van Sleeswijk-Holstein-Sonderburg-Glücksburg.
De herinneringsmedaille was van zilver en laat op de voorzijde de portretten van het bruidspaar met daaronder lauweren en rozen zien. Het rondschrift luidt – VICTORIA – ° – ADELHEID – = – CARL – EDUARD -. De voorzijde is gesigneerd "MAX v. KAWACZYNSKI n. d. Leben". Op de keerzijde is onder de leus "TREU UND FEST" het gekroonde samengebonden respectante alliantiewapen van het echtpaar afgebeeld. Onder de twee wapenschilden met hun sierlijke helmtekens staat de datum "11 OKTOBER 1905". De achtergrond wordt door rozen gevormd.
Dergelijke herinneringsmedailles werden en worden aan de Europese hoven uitgereikt aan de gasten en de hovelingen. Omdat Alfred en Maria tot de Britse en Russische koninklijke en keizerlijke families behoorden werd de medaille aan tal van Europese vorsten verleend. Ook de hofhouding en zij die zich verdienstelijk maakten bij het voorbereiden en het welslagen van het feest werden vaak gedecoreerd.
De ronde zilveren werd met een gesoldeerd oog en een ring aan een rood-wit-rood-wit-rood lint op de linkerborst gedragen. De medaille heeft een diameter van 35 millimeter en weegt 20 gram.